# Beijo AA Força
Companhia de Energia Elétrica Beijo AA Força, ou, simplesmente, Beijo AA Força, foi uma banda de rock curitibana que esteve em atividade de 1983 a 2007. O nome da banda faz referência a um instrumento de tortura, uma espécie de alicate, que os nazistas usavam na língua dos prisioneiros polacos, uma etnia de grande importância na cultura de Curitiba.
Teve diversas formações e por ela passaram muitos integrantes, mas suas figuras básicas sempre foram Rodrigo Barros Del Rei, Luiz Ferreira e Renato Quege. Sua obra consiste de uma mistura de referências do punk e do hardcore ao samba, sendo considerado um dos mais criativos e importantes nomes da história do rock curitibano, ao lado de bandas pioneiras como A Chave e Blindagem. Nos seus quase 25 anos de história, o grupo se tornou referência no cenário underground nacional, especialmente pela sua afinidade com poetas considerados marginais: várias de suas composições foram escritas por personalidades como Paulo Leminski, Marcos Prado, Roberto Prado, Thadeu Wojciechowski e Sérgio Viralobos. O trabalho de criação era feito a muitas mãos, quase sempre com mais de um poeta/letrista atuando na parceria.
Além dos shows (foi responsável pelo primeiro festival punk de Curitiba, em 1983) e os discos que a banda lançou, o BAAF também produziu trilhas sonoras dos espetáculos da Sutil Companhia de Teatro e fizeram a trilha sonora da peça “A vida é cheia de som e fúria”, de Felipe Hirsch.
Seu álbum de 1995, Sem Suingue, é considerado por alguns críticos, entre ele Hermano Vianna, como sendo um dos melhores discos da história da MPB.

## História
O Beijo AA Força começou suas atividades em 1983, depois da desintegração da Contrabanda, grupo do qual faziam parte Rodrigo Barros, Sérgio Viralobos e Renato Quege. Com o fim da banda, os três artistas montaram o Beijo AA Força para participar do 1º Festival Punk de Curitiba, que foi por eles organizado, em 13 de novembro de 1983. Após o festival, decidiram continuar com o trabalho. Em junho de 1984 Sérgio saiu da banda. Durante os anos 1980 promoveram uma série de eventos em Curitiba, trabalharam com trilhas sonoras e participaram de coletâneas. Em 1987 gravam o K7 O que quer o Brasil que me persegue. 
Em 1992 lançam seu primeiro disco, Música Ligeira Nos Países Baixos. Gravado no período de agosto a dezembro de 1991, a banda na ocasião era composta por Rodrigo Barros, Luiz Ferreira, Renato Quege, Cláudio Kobachuk, Therciano Albuquerque, Walmor Góes e Jeffe Otto. A produção artística do álbum foi de Fernando Figueiredo e Théo Werneck e contou com participações especiais de André Abujamra, Selvagem Big Abreu, Bob Gallo, Edson X, entre outros. Foi lançado pela gravadora Tinitus, dirigida por Pena Schmidt
Entre maio e junho de 1995 entram em estúdio para gravar seu segundo disco, Sem Suingue. Na época a banda era composta por Rodrigo Barros, Luiz Ferreira, Therciano Albuquerque e Rosinha. Contou com produção artística de Antonio Saraiva e as participações de Alexandre Cabral, Aramis Guimarães e Renê Bernunça. A última faixa, Levava Jurando (Pedra Que Rolou), foi executada por Maxixe Machine, banda paralela de Barros e Ferreira. Foi lançado de forma independente ainda em 1995.
Em 1997 morre Marcos Prado, espécie de letrista oficial e elemento da banda que não subia fisicamente ao palco. Ele seria homenageado em 2006 no CD Aquelas canções do Marcos Prado, lançado pela editora curitibana Travessa do Editores e encartado no livro Ultralyrics, uma compilação de poemas do poeta.
Em 2003 lançam seu disco comemorativo de 20 anos Companhia de Energia Elétrica Beijo AA Força 20 anos. Na ocasião a banda contava com a seguinte formação: Rodrigo Barros, Luiz Ferreira, Renato Quege e Cláudio "Mola" Jones. Foi lançado pelo selo Tratore.
A banda encerrou suas atividades em 2007, depois de antológicas apresentações em alguns dos principais palcos do Brasil, entre eles Circo Voador, Madame Satã, Teatro Guaíra, Teatro do Paiol, Aeroanta, além de dezenas de espaços alternativos do Brasil. Neste mesmo ano, fizeram o lançamento conjunto do CD e do  DVD Beijo AA Força Ao Vivo. A partir de 2013, voltaram a se apresentar esporadicamente, contudo sem compor novas canções. Em 2014 participaram do projeto Álbum, do Sesc Belenzinho - que marcou época por levar ao palco a íntegra de clássicos da música brasileira interpretados por seus próprios autores - no qual tocaram na íntegra o disco Sem Suingue. As canções da banda continuam a ser executadas por outros artistas e as muitas gravações históricas da própria banda alcançam grande repercussão nos meios digitais, além de serem incluídas na criação de outras obras, como, por exemplo em trilhas sonoras de filmes como Insolação, dirigido por Felipe Hirsch e Daniela Thomas.

## Discografia

### Álbuns
- 1992 - Música Ligeira Nos Países Baixos
- 1995 - Sem Suingue
- 2003 - Companhia de Energia Elétrica Beijo AA Força 20 anos
- 2006 - Aquelas canções do Marcos Prado

### K7
- 1987 - O que quer o Brasil que me persegue

### DVD/CD
- 2007 - Beijo AA Força Ao Vivo

### Coletâneas
- 1991 - Cemitério de Elefantes
- 1992 - Tinitus 1
- 1993 - Tinitus 2
- 2001 - Ciclo Jam
- 2003 - Fogo